# Bənəniyar su anbarı
Bənəniyar su anbarı är en reservoar i Azerbajdzjan.   Den ligger i distriktet Nachitjevan, i den sydvästra delen av landet, 400 kilometer väster om huvudstaden Baku. Bənəniyar su anbarı ligger 1 113 meter över havet. Arean är 0,27 kvadratkilometer. Den sträcker sig 0,7 kilometer i nord-sydlig riktning, och 0,8 kilometer i öst-västlig riktning.
Trakten runt Bənəniyar su anbarı består i huvudsak av gräsmarker. Runt Bənəniyar su anbarı är det ganska glesbefolkat, med 23 invånare per kvadratkilometer.